# زنيرة الرومية
زِنِّيرةُ الرُّومية كانت من السابقات إلى الإسلام، وأوائل المصدقين بالدعوة الإسلامية ومن مستضعفي المسلمين الذين كان يعذبهم ويبطش بهم كفار قريش بمكة جراء إسلامهم وإيمانهم بالدعوة المحمدية. ومن السبعة الذين أعتقهم أبو بكر الصديق. أسلمت في أول الإسلام، وعَذَّبها المشركون. وقيل أنها كانت مولاة بني مخزوم، فكان أبو جهل يعذبها. واعتبرها البعض أنها كانت مولاة بني عبد الدار، ولم يذكر فيها، من أنها هاجرت الهجرتين، أو وصلت إلى القبلتين، كما أنه لم يذكر تاريخ وفاتها.

## قصة إعتاقها
لما أسلمت عذبها قوم قريش أشد العذاب، وأبو أن يتركوها حتى تعدل عن دين النبي محمد. فعَمِيت، فقال المشركون بأن أعمتها اللات والعزى لكفرها بهما فقالت: وما يدري اللات والعُزَّى من يعبدهما، إنما هذا من السماء، وربي قادر على ردّ بصري، فأصبحت من الغد قد رَدّ الله بصرها، فقالت قريش: هذا من سحر محمد. ولما رأى أبو بكر رضي الله عنه ما ينالها من العذاب، اشتراها فأعتقها، وهي أحد السبعة الذين أعتقهم أبو بكر.
قال أبو نعيم الأصبهاني في معرفة الصحابة: «زِنِّيرَةُ الرُّومِيَّةُ أَسْلَمَتْ فَأُصِيبَتْ بِبَصَرِهَا، فَعَيَّرَتْهَا قُرَيْشٌ بِإِسْلَامِهَا، فَرَدَّ اللهُ عَلَيْهَا بَصَرَهَا حَدَّثَنَا مُحَمَّدُ بْنُ أَحْمَدَ بْنِ الْحَسَنِ، ثنا مُحَمَّدُ بْنُ عُثْمَانَ بْنِ أَبِي شَيْبَةَ، ثنا عُقْبَةُ بْنُ مُكْرَمٍ، ثنا يُونُسُ بْنُ بُكَيْرٍ، ح، وَحَدَّثَنَا حَبِيبُ بْنُ الْحَسَنِ، ثنا مُحَمَّدُ بْنُ يَحْيَى، ثنا أَحْمَدُ بْنُ مُحَمَّدِ بْنِ أَيُّوبَ، ثنا إِبْرَاهِيمُ بْنُ سَعْدٍ، قَالَا: عَنْ مُحَمَّدِ بْنِ إِسْحَاقَ، قَالَ: حَدَّثَنِي هِشَامُ بْنُ عُرْوَةَ بْنِ الزُّبَيْرِ، عَنْ أَبِيهِ، قَالَ: " أَعْتَقَ أَبُو بَكْرٍ مَعَهُ عَلَى الْإِسْلَامِ قَبْلَ أَنْ يُهَاجِرَ إِلَى الْمَدِينَةِ سِتَّ رِقَابٍ بِلَالٌ سَابِعُهُمْ، مِنْهُمْ زِنِّيرَةُ، فَأُصِيبَتْ بِبَصَرِهَا حِينَ أَعْتَقَهَا، فَقَالَتْ قُرَيْشٌ: مَا أَذْهَبَ بَصَرَهَا إِلَّا اللَّاتُ وَالْعُزَّى، فَقَالَتْ: كَذَبُوا وَبَيْتِ اللهِ مَا تَضُرُّ اللَّاتُ وَالْعُزَّى وَمَا تَنْفَعَانِ، فَرَدَّ اللهُ إِلَيْهَا بَصَرَهَا "».